# Tour de France 2010
Tour de France 2010, v pořadí 97. ročník nejslavnějšího cyklistického etapového závodu světa, proběhl mezi 3. a 25. červencem 2010. Odstartoval úvodní časovkou v nizozemském Rotterdamu a skončil tradičně pod pařížským Vítězným obloukem. V závodě sice zvítězil španělský jezdec stáje Astana Alberto Contador, později mu však byl titul kvůli dopingovému trestu odebrán.

## Trasa závodu
Závod Tour de France začal popáté na území Nizozemska. Zajímavostí je že to byl třetí start závodu Velké trojky v Nizozemsku v řadě, po startu Vuelty 2009 v Assenu a Giro d'Italia 2010 v Amsterodamu. První byl prolog v Rotterdamu, jehož trasa vedla i přes známý most Erasmusbrug. Další tři etapy byly ve stylu jarních klasik, přejezd Arden v 2. etapě a 13,2 km úsek kostkovaných cest ve 3. etapě.

## Průběh závodu
Původní počet přihlášených závodníků byl 198 z 31 zemí a z 22 týmů. K úvodnímu prologu ale nenastoupil Španěl Xavier Florencio, který použil lék obsahující zakázanou látku bez vědomí svého týmu Cervélo TestTeam. Prolog poznamenaný deštěm a mokrým povrchem absolvovalo 197 cyklistů a vyhrál ho Švýcar Fabian Cancellara. Získal tím do držení žlutý trikot vedoucího jezdce závodu a zelený trikot nejlepšího v bodovací soutěži. První etapu z Rotterdamu do Bruselu poznamenanou častými pády a hromadným pádem necelý kilometr před cílem vyhrál Ital Alessandro Petacchi. Druhou etapu s cílem ve Spa, částečně vedoucí po jarní klasice Liége - Bastogne - Liége vyhrál po samostatném úniku Sylvain Chavanel a oblékl se do žlutého trikotu. Zbytek etapy byl neutralizován z důvodu pádu většiny pelotonu ve sjezdu z Col de Stockeu. Ve třetí etapě závodníci zavítali na pět úseků pavé slavného Paříž - Roubaix, bylo k vidění velké množství pádů a jeden z favoritů Frank Schleck musel odstoupit ze závodu se zlomenou klíční kostí, na pádu Franka vydělal jeho bratr Andy, když si připsal přes minutu k dobru na Alberta Contadora. Etapu vyhrál Thor Hushovd a do žlutého se znovu oblékl Fabian Cancellara. Následující etapu do Reims si připsal již letos podruhé Alessandro Petacchi. Poté začal znovu úřadovat fantom loňské tour Mark Cavendish a zvítězil v hromadných dojezdech v Montargis a v Gueugnonu. Osmá etapa znamenala tragédii pro Lance Armstronga, který celkem třikrát spadl a ztratil jakékoliv naděje na finální vítězství. V jinak první horské etapě začali úřadovat specialisté vrchaři, vyhrál Andy Schleck a do žlutého trikotu se oblékl Cadel Evans. Devátá etapa obsahovala stoupání na Col de la Madeleine, ve kterém útočili Andy Schleck a Alberto Contador, kvůli vzájemnému taktizování je dojela skupina pronásledovatelů, z nichž zvítězil Sandy Casar. Po této etapě se poprvé se do puntíkovaného trikotu oblékl Anthony Charteau a do žlutého Andy Schleck, jelikož zraněný Cadel Evans dojel se značnou ztrátou. 11. etapa znamenala nejen třetí etapové vítězství pro Marka Cavendishe, ale i diskvalifikaci jeho týmového kolegy Marka Renshawa. Ten byl vyloučen za údery hlavou do soupeře Juliana Deana při závěrečném spurtu. Další dvě etapy se dojížděly po únicích a vítězství si připsali Joaquim Rodríguez a Alexandr Vinokurov. Ve 14. etapě zavítal peloton do Pyrenejí, kde se jely celkem 4 etapy. První z nich do Ax-3 Domaines vyhrál Christophe Riblon po dlouhém sólovém úniku. Další etapa znamenala změnu ve žlutém trikotu, ovšem poněkud kontroverzním způsobem. Při stoupání na Port de Bales Andy Schleck nastoupil Contadorovi, ale po chvíli mu spadl řetěz. Contador na útok odpověděl a Schleckovi ujel. Tento útok na muže ve žlutém trikotu při jeho technických problémech vyvolal nesouhlas mezi diváky i částí pelotonu. Alberto Contador se pak za tento čin omluvil. 16. etapa označována jako královská pyrenejská - obsahovala 2 horské prémie 1. kategorie a dvě prémie HC - přivedla peloton poprvé na legendární Col du Tourmalet. Do cíle v Pau dorazil první Pierrick Fédrigo. 17. etapa se opět vracela na Col du Tourmalet, kde tentokrát měla svůj cíl. Andy Schleck se snažil útočit, ale Alberto Contador se ho celou etapu udržel a oba dva společně dojeli do cíle, kde zvítězil Andy Schleck. Další změnu v celkovém pořadí již nepřinesla ani časovka jednotlivců, kterou Alberto Contador zahajoval s 8sekundovým náskokem na Schlecka, který navýšil až na finálních 39 sekund. V časovce, stejně jako v prologu, zvítězil Fabian Cancellara. Poslední etapu, prestižní dojezd na Champs-Elysées, vyhrál v hromadném spurtu Mark Cavendish.

## Seznam etap
| Etapa     | Start / cíl                               | Vzdálenost | Typ etapy           | Datum        | Vítěz etapy         | Žlutý trikot      |
| --------- | ----------------------------------------- | ---------- | ------------------- | ------------ | ------------------- | ----------------- |
| Prolog    | Rotterdam – Rotterdam                     | 9 km       | Časovka jednotlivci | 3. červenec  | Fabian Cancellara   | Fabian Cancellara |
| 1.        | Rotterdam – Brusel                        | 223,5 km   | Rovinatá etapa      | 4. červenec  | Alessandro Petacchi | Fabian Cancellara |
| 2.        | Brusel – Spa                              | 201 km     | Zvlněná etapa       | 5. červenec  | Sylvain Chavanel    | Sylvain Chavanel  |
| 3.        | Wanze – Arenberg Porte du Hainaut         | 213 km     | Rovinatá etapa      | 6. červenec  | Thor Hushovd        | Fabian Cancellara |
| 4.        | Cambrai – Remeš                           | 153,5 km   | Rovinatá etapa      | 7. červenec  | Alessandro Petacchi | Fabian Cancellara |
| 5.        | Épernay – Montargis                       | 187,5 km   | Rovinatá etapa      | 8. červenec  | Mark Cavendish      | Fabian Cancellara |
| 6.        | Montargis – Gueugnon                      | 227,5 km   | Rovinatá etapa      | 9. červenec  | Mark Cavendish      | Fabian Cancellara |
| 7.        | Tournus – Station des Rousses             | 165,5 km   | Kopcovitá etapa     | 10. červenec | Sylvain Chavanel    | Sylvain Chavanel  |
| 8.        | Station des Rousses – Morzine-Avoriaz     | 189 km     | Horská etapa        | 11. červenec | Andy Schleck        | Cadel Evans       |
| Volný den | Volný den                                 | Volný den  | Volný den           | 12. červenec |                     |                   |
| 9.        | Morzine-Avoriaz – Saint-Jean-de-Maurienne | 204,5 km   | Horská etapa        | 13. červenec | Sandy Casar         | Andy Schleck      |
| 10.       | Chambéry – Gap                            | 179 km     | Kopcovitá etapa     | 14. červenec | Sérgio Paulinho     | Andy Schleck      |
| 11.       | Sisteron – Bourg-lès-Valence              | 184,5 km   | Rovinatá etapa      | 15. červenec | Mark Cavendish      | Andy Schleck      |
| 12.       | Bourg-de-Péage – Mende                    | 210,5 km   | Zvlněná etapa       | 16. červenec | Joaquim Rodríguez   | Andy Schleck      |
| 13.       | Rodez – Revel                             | 196 km     | Rovinatá etapa      | 17. červenec | Alexandr Vinokurov  | Andy Schleck      |
| 14.       | Revel – Ax-3 Domaines                     | 184,5 km   | Horská etapa        | 18. červenec | Christophe Riblon   | Andy Schleck      |
| 15.       | Pamiers – Bagnères-de-Luchon              | 187,5 km   | Horská etapa        | 19. červenec | Thomas Voeckler     | Alberto Contador  |
| 16.       | Bagnères-de-Luchon – Pau                  | 199,5 km   | Horská etapa        | 20. červenec | Pierrick Fédrigo    | Alberto Contador  |
| Volný den | Volný den                                 | Volný den  | Volný den           | 21. červenec |                     |                   |
| 17.       | Pau – Col du Tourmalet                    | 174 km     | Horská etapa        | 22. červenec | Andy Schleck        | Alberto Contador  |
| 18.       | Salies-de-Béarn – Bordeaux                | 198 km     | Rovinatá etapa      | 23. červenec | Mark Cavendish      | Alberto Contador  |
| 19.       | Bordeaux – Pauillac                       | 52 km      | Časovka jednotlivci | 24. červenec | Fabian Cancellara   | Alberto Contador  |
| 20.       | Longjumeau – Paříž                        | 102,5 km   | Rovinatá etapa      | 25. červenec | Mark Cavendish      | Alberto Contador  |

## Trikoty jednotlivých klasifikací
| Celková kl. | Sprinterská kl. | Vrchařská kl. | Kl. jezdců do 25 let |
| ----------- | --------------- | ------------- | -------------------- |

## Celkové výsledky

### Celková klasifikace
| Pořadí | Jezdec                | Stát          | Stáj               | Celkový čas |
| ------ | --------------------- | ------------- | ------------------ | ----------- |
|        | Alberto Contador      | Španělsko     | Astana             | 91h 58' 48" |
| 1.     | Andy Schleck          | Lucembursko   | Team Saxo Bank     | + 0'39"     |
| 2.     | Děnis Meňšov          | Rusko         | Rabobank           | + 2'01"     |
| 3.     | Samuel Sánchez        | Španělsko     | Euskaltel-Euskadi  | + 3'40"     |
| 4.     | Jurgen Van den Broeck | Belgie        | Omega Pharma-Lotto | + 6'54"     |
| 5.     | Robert Gesink         | Nizozemsko    | Rabobank           | + 9'31"     |
| 6.     | Ryder Hesjedal        | Kanada        | Garmin-Transitions | + 10'15"    |
| 7.     | Joaquim Rodríguez     | Španělsko     | Kaťuša             | + 11'37"    |
| 8.     | Roman Kreuziger       | Česko         | Liquigas-Doimo     | + 11'54"    |
| 9.     | Chris Horner          | Spojené státy | Team RadioShack    | + 12'02"    |

### Sprinterská klasifikace
| Pořadí | Jezdec               | Stát               | Stáj                  | Body |
| ------ | -------------------- | ------------------ | --------------------- | ---- |
| 1.     | Alessandro Petacchi  | Itálie             | LAMPRE - FARNESE      | 243  |
| 2.     | Mark Cavendish       | Spojené království | TEAM HTC - COLUMBIA   | 232  |
| 3.     | Thor Hushovd         | Norsko             | CERVELO TEST TEAM     | 222  |
| 4.     | Jose Joaquin Rojas   | Španělsko          | CAISSE D’EPARGNE      | 179  |
| 5.     | Robbie Mc Ewen       | Austrálie          | KATUSHA TEAM          | 179  |
| 6.     | Edvald Boasson Hagen | Norsko             | SKY PRO CYCLING       | 161  |
| 7.     | Sébastien Turgot     | Francie            | BBOX BOUYGUES TELECOM | 135  |
| 8.     | Gerald Ciolek        | Německo            | TEAM MILRAM           | 126  |
| 9.     | Jürgen Roelandts     | Belgie             | OMEGA PHARMA - LOTTO  | 124  |
| 10.    | Lloyd Mondory        | Francie            | AG2R LA MONDIALE      | 119  |
| …      |                      |                    |                       |      |
| 42.    | Roman Kreuziger      | Česko              | Liquigas-Doimo        | 39   |

### Vrchařská klasifikace
| Pořadí | Jezdec            | Stát        | Stáj                  | Body |
| ------ | ----------------- | ----------- | --------------------- | ---- |
| 1.     | Anthony Charteau  | Francie     | Bbox Bouygues Telecom | 143  |
| 2.     | Christophe Moreau | Francie     | Caisse d'Epargne      | 128  |
| 3.     | Andy Schleck      | Lucembursko | Team Saxo Bank        | 116  |
| 4.     | Alberto Contador  | Španělsko   | Astana                | 112  |
| 5.     | Damiano Cunego    | Itálie      | Lampre-Farnese        | 99   |
| 6.     | Samuel Sánchez    | Španělsko   | Euskaltel-Euskadi     | 96   |
| 7.     | Sandy Casar       | Francie     | FDJ                   | 93   |
| 8.     | Jérôme Pineau     | Francie     | Quick Step            | 92   |
| 9.     | Thomas Voeckler   | Francie     | Bbox Bouygues Telecom | 82   |
| 10.    | Pierrick Fédrigo  | Francie     | Bbox Bouygues Telecom | 72   |
| …      |                   |             |                       |      |
| 19.    | Roman Kreuziger   | Česko       | Liquigas-Doimo        | 50   |

### Klasifikace mladých jezdců
| Pořadí | Jezdec             | Stát               | Stáj                       | Celkový čas  |
| ------ | ------------------ | ------------------ | -------------------------- | ------------ |
| 1.     | Andy Schleck       | Lucembursko        | Team Saxo Bank             | 91h 59' 27"  |
| 2.     | Robert Gesink      | Nizozemí           | Rabobank                   | + 4' 53"     |
| 3.     | Roman Kreuziger    | Česko              | Liquigas-Doimo             | + 7' 50"     |
| 4.     | Julien El Fares    | Francie            | COFIDIS LE CREDIT EN LIGNE | + 40' 53"    |
| 5.     | Cyril Gautier      | Francie            | BTL                        | + 1h 12' 25" |
| 6.     | Jakob Fuglsang     | Dánsko             | Saxobank                   | + 1h 37'53"  |
| 7.     | Rafael Ferri Valls | Španělsko          | FOT                        | + 1h 41'48"  |
| 8.     | Pierre Rolland     | Francie            | BTL                        | + 1h 46'03"  |
| 9.     | Geraint Thomas     | Spojené království | SKY                        | + 1h 59'26"  |
| 10.    | Joaquin Jose Rojas | Španělsko          | GCE                        | + 2h 1'19"   |

### Týmová klasifikace
| Pořadí | Stáj                  | Stát          | Celkový čas  |
| ------ | --------------------- | ------------- | ------------ |
| 1.     | TEAM RADIOSHACK       | Spojené státy | 276h 02' 03" |
| 2.     | CAISSE D’EPARGNE      | Španělsko     | + 4' 27"     |
| 3.     | RABOBANK              | Nizozemsko    | + 27'49"     |
| 4.     | AG2R LA MONDIALE      | Francie       | + 41'10"     |
| 5.     | OMEGA PHARMA - LOTTO  | Belgie        | + 51'01"     |
| 6.     | ASTANA                | Kazachstán    | + 56'16"     |
| 7.     | QUICK STEP            | Belgie        | + 1h 06'23"  |
| 8.     | EUSKALTEL - EUSKADI   | Španělsko     | + 1h 23'02"  |
| 9.     | LIQUIGAS-DOIMO        | Itálie        | + 1h 29'14"  |
| 10.    | BBOX BOUYGUES TELECOM | Francie       | + 1h 54'18"  |

## Držení trikotů
| Etapa               | Vítěz etapy         | Celková klasifikace                                | Bodovací soutěže                     | Vrchařská soutěž                  | Mladý jezdec              | Soutěž týmů                 | Nejaktivnější jezdec                  |
| ------------------- | ------------------- | -------------------------------------------------- | ------------------------------------ | --------------------------------- | ------------------------- | --------------------------- | ------------------------------------- |
| P                   | Fabian Cancellara   | Fabian Cancellara                                  | Fabian Cancellara                    | žádné ocenění                     | Tony Martin               | Team RadioShack             | žádné ocenění                         |
| 1                   | Alessandro Petacchi | Fabian Cancellara                                  | Alessandro Petacchi                  | žádné ocenění                     | Tony Martin               | Team RadioShack             | Maarten Wynants                       |
| 2                   | Sylvain Chavanel    | Sylvain Chavanel                                   | Sylvain Chavanel                     | Jérôme Pineau                     | Tony Martin               | Quick-Step                  | Sylvain Chavanel                      |
| 3                   | Thor Hushovd        | Fabian Cancellara                                  | Thor Hushovd                         | Jérôme Pineau                     | Geraint Thomas            | Team Saxo Bank              | Ryder Hesjedal                        |
| 4                   | Alessandro Petacchi | Fabian Cancellara                                  | Thor Hushovd                         | Jérôme Pineau                     | Geraint Thomas            | Team Saxo Bank              | Dimitri Champion                      |
| 5                   | Mark Cavendish      | Fabian Cancellara                                  | Thor Hushovd                         | Jérôme Pineau                     | Geraint Thomas            | Team Saxo Bank              | Iván Gutiérrez                        |
| 6                   | Mark Cavendish      | Fabian Cancellara                                  | Thor Hushovd                         | Jérôme Pineau                     | Geraint Thomas            | Team Saxo Bank              | Mathieu Perget                        |
| 7                   | Sylvain Chavanel    | Sylvain Chavanel                                   | Thor Hushovd                         | Jérôme Pineau                     | Andy Schleck              | Astana                      | Jérôme Pineau                         |
| 8                   | Andy Schleck        | Cadel Evans                                        | Thor Hushovd                         | Jérôme Pineau                     | Andy Schleck              | Rabobank                    | Mario Aerts                           |
| 9                   | Sandy Casar         | Andy Schleck                                       | Thor Hushovd                         | Anthony Charteau                  | Andy Schleck              | Caisse d'Epargne            | Luis León Sánchez                     |
| 10                  | Sérgio Paulinho     | Andy Schleck                                       | Thor Hushovd                         | Jérôme Pineau                     | Andy Schleck              | Caisse d'Epargne            | Mario Aerts                           |
| 11                  | Mark Cavendish      | Andy Schleck                                       | Alessandro Petacchi                  | Jérôme Pineau                     | Andy Schleck              | Caisse d'Epargne            | Stéphane Augé                         |
| 12                  | Joaquim Rodríguez   | Andy Schleck                                       | Thor Hushovd                         | Anthony Charteau                  | Andy Schleck              | Team RadioShack             | Alexandr Vinokurov                    |
| 13                  | Alexandr Vinokurov  | Andy Schleck                                       | Alessandro Petacchi                  | Anthony Charteau                  | Andy Schleck              | Team RadioShack             | Juan Antonio Flecha                   |
| 14                  | Christophe Riblon   | Andy Schleck                                       | Alessandro Petacchi                  | Anthony Charteau                  | Andy Schleck              | Caisse d'Epargne            | Christophe Riblon                     |
| 15                  | Thomas Voeckler     | Alberto Contador*                                  | Alessandro Petacchi                  | Anthony Charteau                  | Andy Schleck              | Team RadioShack             | Thomas Voeckler                       |
| 16                  | Pierrick Fédrigo    | Alberto Contador*                                  | Thor Hushovd                         | Anthony Charteau                  | Andy Schleck              | Team RadioShack             | Carlos Barredo                        |
| 17                  | Andy Schleck        | Alberto Contador*                                  | Thor Hushovd                         | Anthony Charteau                  | Andy Schleck              | Team RadioShack             | Alexandr Kolobnev                     |
| 18                  | Mark Cavendish      | Alberto Contador*                                  | Alessandro Petacchi                  | Anthony Charteau                  | Andy Schleck              | Team RadioShack             | Daniel Oss                            |
| 19                  | Fabian Cancellara   | Alberto Contador*                                  | Alessandro Petacchi                  | Anthony Charteau                  | Andy Schleck              | Team RadioShack             | žádné ocenění                         |
| 20                  | Mark Cavendish      | Alberto Contador*                                  | Alessandro Petacchi                  | Anthony Charteau                  | Andy Schleck              | Team RadioShack             | žádné ocenění                         |
| Konečné pořadí 2010 | Konečné pořadí 2010 | Celková klasifikace Alberto Contador Andy Schleck* | Bodovací soutěže Alessandro Petacchi | Vrchařská soutěž Anthony Charteau | Mladý jezdec Andy Schleck | Soutěž týmů Team RadioShack | Nejaktivnější jezdec Sylvain Chavanel |

## Dopingový skandál
Contadorovo vítězství bylo několik měsíců po skončení závodu závažně zpochybněno poté, co vyšlo najevo podezření z dopingu. Ve vzorcích jeho moči bylo nalezeno stopové množství anabolika clenbuterolu, látky, kterou sportovci za žádných okolností nesmějí používat. Dne 6.2.2012 Sportovní arbitrážní soud (CAS) ve švýcarském městě Lausanne potrestal vítěze Tour de France 2010 španělského cyklistu Alberta Contadora za užití anabolika clenbuterolu dvouletým zákazem startu a odebráním vítězství na Tour de France 2010.